# Comuna de Witnica
Witnica (polaco: Gmina Witnica) é uma gminy (comuna) na Polónia, na voivodia da Lubúsquia e no condado de Gorzowski. A sede do condado é a cidade de Witnica.
De acordo com os censos de 2004, a comuna tem 13 034 habitantes, com uma densidade 46,8 hab/km².

## Área
Estende-se por uma área de 278,25 km², incluindo:
- área agricola: 44%
- área florestal: 44%

## Demografia
Dados de 30 de Junho 2004:
|                      | Total   | Total | Mulheres | Mulheres | Homens  | Homens |
| -------------------- | ------- | ----- | -------- | -------- | ------- | ------ |
|                      | pessoas | %     | pessoas  | %        | pessoas | %      |
| População            | 13 034  | 100   | 6708     | 51,5     | 6326    | 48,5   |
| Densidade (pop./km²) | 46,8    | 100   | 24,1     | 24,1     | 22,7    | 22,7   |

De acordo com dados de 2002, o rendimento médio per capita ascendia a 1280,35 zł.

## Subdivisões
- Białcz, Białczyk, Boguszyniec, Dąbroszyn, Kamień Mały, Kłopotowo, Krześniczka, Mosina, Mościce, Mościczki, Nowe Dzieduszyce, Nowiny Wielkie, Oksza, Pyrzany, Sosny, Stare Dzieduszyce, Świerkocin.

## Comunas vizinhas
- Bogdaniec, Dębno, Kostrzyn nad Odrą, Krzeszyce, Lubiszyn, Słońsk